# Уаниви, Тйиэйе
Тйиэйе Уаниви (англ. Tjiuee Uanivi; родился 31 декабря 1990 в Очиваронго) — намибийский профессиональный регбист, лок клуба «Монтобан» и сборной своей страны.

## Ранние годы
Тйиэйе родился в Очиваронго в многодетной семье и был младшим из трёх детей. Вырос в столице страны, городе Виндхуке. В детстве будущий нападающий сборной Намибии не интересовался регби, его, как и всю его семью, больше интересовал футбол. Совершенствоваться в игре с овальным мячом Уаниви начал только в старшей школе, тогда же он присоединился к одному из самых успешных клубов страны — «Юнайтед». После этого он поступил на экономический факультет Университета Намибии. Будучи студентом Тйиэйе получил приглашение в студенческую сборную страны по регби-7, с которой отправился на турнир во Францию. Там его заметили тренеры «Брив Коррез» и предложили присоединиться к академии клуба.

## Клубная карьера
Уаниви провёл в академии меньше года, успев выиграть с молодёжным составом второй дивизион страны среди сверстников, и уже в 2013 году подписал свой первый профессиональный контракт, перейдя в первую команду. За основную команду он дебютировал выйдя на замену в матче против «Тулона». Несмотря на небольшое количество времени на поле намибиец сумел убедить тренерский штаб в своей состоятельности. Уже спустя две недели он вышел в основном составе с «Греноблем». И хотя этот шанс был предоставлен по большей части после травм нескольких игроков основного состава, Тйиэйе показал, что его физическая мощь может быть полезна команде. Однако в следующей игре все достижения спортсмена были перечёркнуты — уже на второй минуте матча Кубка вызова против итальянского «Кальвизано» он получил жёлтую карточку. И хотя прямого влияния на исход игры это не имело (за время его отсутствия на поле итальянцы сумели лишь забить штрафной), матч закончился ничьей 20:20.
Чуть больше игрового времени Уаниви получил в следующем сезоне. Фактически вычеркнутый из состава команды на матчи Топ 14, он выходил на поле в пяти из шести встречах еврокубковой кампании того года. Самым ярким выступлением лока стал домашний матч против «Ойонны», в котором он сумел занести свою первую и единственную попытку за команду, причём сделал это когда игроки «Брива» были в меньшинстве. Это, впрочем, не спасло «чёрно-белых» от поражения и последовавшего в январе бесславного вылета из Кубка вызова без единой победы.
После чемпионата мира за намибийцем началась «охота»: об интересе к игроку объявил ряд английских клубов, таких как «Вустер» и «Эксетер Чифс», однако в конце концов выбрал «Шаркс», где присоединился к своим партнёрам по сборной Ренальдо Ботма и Йохану Дейселу. За главную команду, выступавшую в Супер Регби Уаниви так и не сыграл. Сначала он был отдан в аренду другой южноафриканской франшизе, «Саутерн Кингз», после был отозвал обратно и сыграл несколько матчей за, по сути, третий состав команды, который в тот момент играл квалификационные матчи за попадание в Кубок Карри.
После завершения турнира Тйиэйе вернулся в Европу, на этот раз в шотландский клуб «Глазго Уорриорз», с которым подписал однолетний контракт. За новую команду он впервые сыграл в августе того же года в предсезонном матче с «Харлекуинс». Уже в третьем официальном матче за «Воинов» Уаниви получил травму плеча; ожидалось, что на восстановление уйдёт до трёх месяцев. Быстро вернуться в форму у лока не получилось — травма постоянно давала о себе знать, и в оставшиеся по контракту месяцы он сыграл лишь две игры, а в конце сезона был выпущен из клуба как свободный агент. Уже спустя месяц намибиец нашёл себе новый клуб, которым стал «Лондон Скоттиш», выступавший в Чемпионшипе. В первом же официальном матче, соперником в котором выступил «Йоркшир Карнеги», Тйиэйе занёс попытку и был признан игроком матча.

## Сборная Намибии

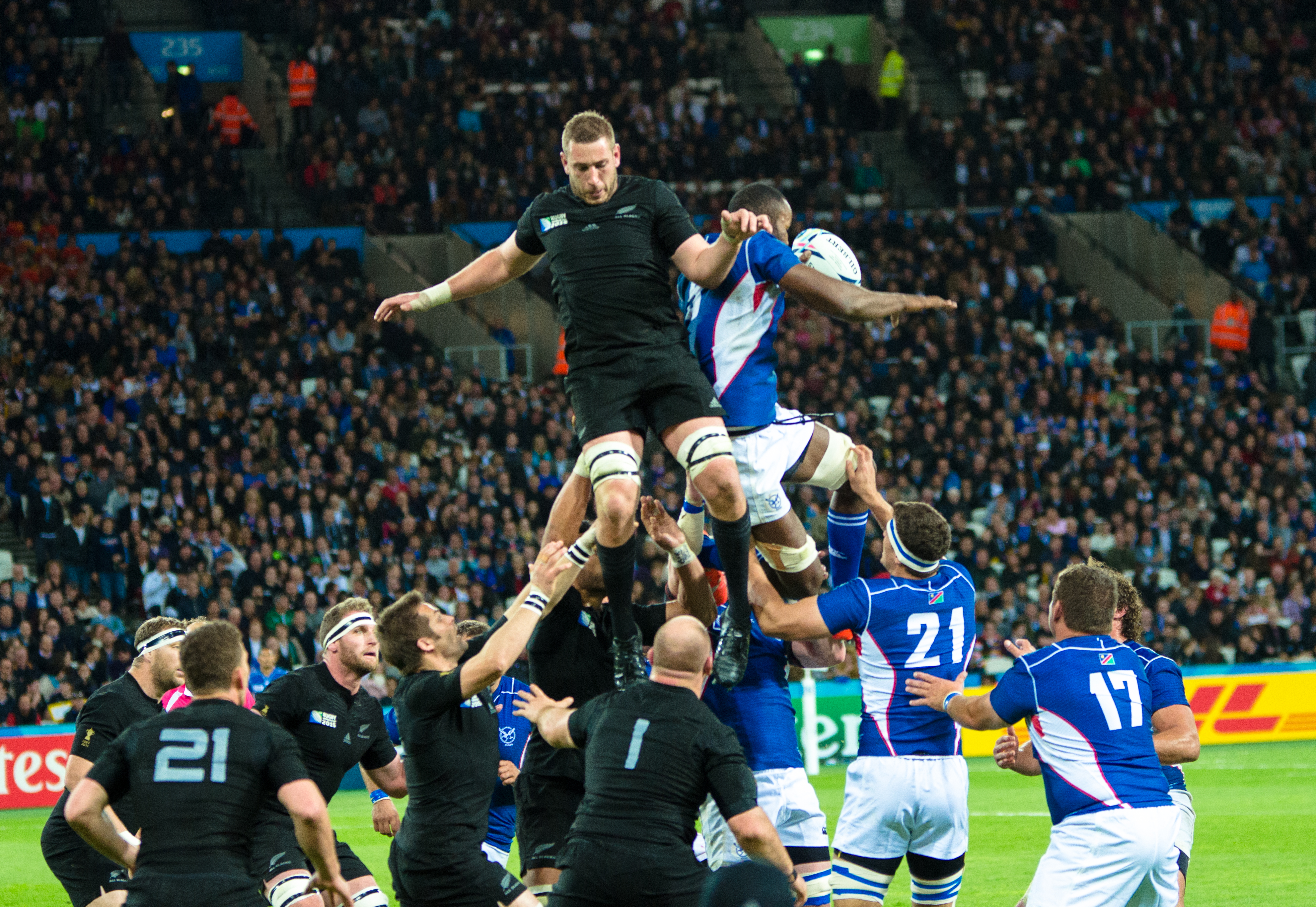
Уаниви выигрывает коридор у новозеландца Люка Ромейно, чемпионат мира 2015 года.